# つれこむ女 したがりぼっち
『つれこむ女 したがりぼっち』（つれこむおんな したがりぼっち）は、山内大輔監督の日本映画。

## 概要
2020年7月17日、ピンク映画として劇場公開。山内の監督映画『スナックあけみ』と同一の世界観を共有する（両作品に登場するゴロウが同一人物かは不明）。R18+指定作品。
2021年6月30日、今作の出演で 七菜原ココ（受賞時点では七々原瑚子に改名）が関西のピンク映画賞であるぴんくりんく女優賞最優秀新人女優賞を受賞。
2021年11月、『パラレル・エクスタシー 無口な娼婦』としてスターボードよりDVDリリース。

## あらすじ
客としゃべることのない風俗嬢・愛未。容姿やプレイ内容は評価を得ながらも、不愛想なことから店から切られ続け、店を転々としている。ある日、またも首を切られたことから、家賃の安い風呂なし共同トイレの事故物件に住むことになった愛未。街娼となった愛未は不思議な“志集”を売る馨、並行世界について語る理論物理学者・江口と出会い、交流を深め、世にも不思議な体験をする。

## 登場人物
愛未（まなみ）
演 ‐ 桜木優希音
しゃべることのない天涯孤独の風俗嬢。物語冒頭では歌舞伎町の店に勤務。引っ越して以来、家ではしあわせを呼ぶとされるガジュマルの苗を育てているが、ガジュマルは別名：締め殺しの木とも呼ばれている。
茉莉花（まりか）
演 ‐ きみと歩実
馨の客。
容子
演 ‐ 七菜原ココ
源氏名は真凛（まりん）。愛未の同僚風俗嬢。
ホームレスの女
演 ‐ 里見瑤子
白塗りで駅前で寝泊まりしている女。
ゴロウ
演 ‐ 川瀬陽太
愛未の父。
江口裕樹
演 ‐ 安藤ヒロキオ
独立行政法人・江口研究所の理論物理学者。並行世界を研究する。
馨（かおる）
演 ‐ 可児正光
不思議な“志集”を売る路上詩人。ペンネームは「カヲル」。
ホームレスの男
演 ‐ 森羅万象
汚れた衣服で徘徊する男。
不動産屋の男
演 ‐ 小滝正大
眼鏡の腰の低い人物。心理的瑕疵物件を愛未に紹介する。
不動産屋の男
演 ‐ 折笠慎也
背の高い職員。契約書の入ったタブレットを持つ。
風俗店の客
演 ‐ サーモン鮭山

風俗店の客
演 ‐ ケイチャン

江口真夢　
演 ‐ 杉浦檸檬
父と母の住んでいた場所を探す研究者。

## スタッフ
- 監督・脚本・編集：山内大輔
- 撮影・照明：藍河兼一
- ラインプロデューサー：江尻大
- 助監督：井上卓馬
- スチール：本田あきら
- 音楽：Project T＆K
- 録音：大塚 学
- 特殊メイク＆造形：土肥良成
- 仕上げ：東映ラボ・テック
- 制作：VOID FILMS
- 提供・配給：オーピー映画